# Bahnstrecke Zürich–Baden
| Rangierbahnhof Limmattal | |                                                    |                                                    |
| Streckennummer (BAV): | 710 (Zürich HB–Baden) 708 (ZH Altstetten–Einfang) 709 (ZH Vorbahnhof Nord–ZH Altstetten) 714 (ZH Langstrasse–ZH Altstetten Ost) 719 (ZH Langstrasse–ZH Altstetten Süd) |                                                    |                                                    |
| Fahrplanfeld: | 650, 700, 710 |                                                    |                                                    |
| Streckenlänge: | 22,5 km |                                                    |                                                    |
| Spurweite: | 1435 mm (Normalspur) |                                                    |                                                    |
| Stromsystem: | 15 kV 16,7 Hz ~ |                                                    |                                                    |
| | |                                                    |                                                    |
| \| \| 0,07 \| Zürich Hauptbahnhof \| 407 m ü. M. \| \| \| 1,9 \| Zürich Hardbrücke Endpunkt S 20 \| 405 m ü. M. \| \| \| 4,17 \| Zürich Altstetten \| 398 m ü. M. \| \| \| \| Strecke nach Affoltern am Albis–Zug S 5 S 14 \| \| \| \| 6,32 \| Zufahrt Schnellgutbahnhof Zürich Mülligen \| Zufahrt Schnellgutbahnhof Zürich Mülligen \| \| \| 7,51 \| Schlieren \| 392 m ü. M. \| \| \| 9,55 \| Glanzenberg \| 390 m ü. M. \| \| \| 11,07 \| Dietikon Endpunkt S 19 \| 388 m ü. M. \| \| \| \| Anschluss an BD nach Wohlen \| \| \| \| \| Abzweig zum RBL Ost \| \| \| \| 13,01 \| Silberen geplante Haltestelle \| Silberen geplante Haltestelle \| \| \| 13,30 \| Ausfahrt vom RBL Ost \| Ausfahrt vom RBL Ost \| \| \| \| Entflechtungsbauwerk Fernverkehr/S-Bahn \| \| \| \| \| Abzweig vom RBL West \| \| \| \| 16,11 \| Killwangen-Spreitenbach \| 393 m ü. M. \| \| \| \| Güterverbindungsstrecke nach Oerlikon–Otelfingen \| \| \| \| \| Heitersbergstrecke nach Aarau–Mellingen S 11 \| \| \| \| 18,79 \| Neuenhof \| 388 m ü. M. \| \| \| \| \| \| \| \| \| A1-Brücke Neuenhof (104 m) \| \| \| \| \| Furttalstrecke von Otelfingen–Oerlikon S 6 \| \| \| \| \| Obere Limmatbrücke Wettingen (137 m) \| \| \| \| 20,33 \| Wettingen \| 388 m ü. M. \| \| \| \| Untere Limmatbrücke Wettingen (129 m) \| \| \| \| \| Strecke nach Othmarsingen (nur Güterverkehr) \| \| \| \| \| Schulhausplatz \| \| \| \| \| Kreuzlibergtunnel (988 m)/Schlossbergtunnel (80 m) \| \| \| \| \| \| \| \| \| 22,53 \| Baden Endpunkt S 6 \| 385 m ü. M. \| \| \| \| Bahnstrecke Baden–Aarau \| \| | |                                                    |                                                    |
| Kopfbahnhof Streckenanfang | 0,07 | Zürich Hauptbahnhof                                | 407 m ü. M.                                        |
| Bahnhof | 1,9 | Zürich Hardbrücke Endpunkt S 20                    | 405 m ü. M.                                        |
| Bahnhof | 4,17 | Zürich Altstetten                                  | 398 m ü. M.                                        |
| Abzweig geradeaus und nach links | | Strecke nach Affoltern am Albis–Zug S 5 S 14       | Strecke nach Affoltern am Albis–Zug S 5 S 14       |
| Abzweig geradeaus und von links | 6,32 | Zufahrt Schnellgutbahnhof Zürich Mülligen          | Zufahrt Schnellgutbahnhof Zürich Mülligen          |
| Bahnhof | 7,51 | Schlieren                                          | 392 m ü. M.                                        |
| Haltepunkt / Haltestelle | 9,55 | Glanzenberg                                        | 390 m ü. M.                                        |
| Bahnhof | 11,07 | Dietikon Endpunkt S 19                             | 388 m ü. M.                                        |
| Strecke | | Anschluss an BD nach Wohlen                        | Anschluss an BD nach Wohlen                        |
| Abzweig geradeaus und nach links | | Abzweig zum RBL Ost                                | Abzweig zum RBL Ost                                |
| ehemaliger Haltepunkt / Haltestelle | 13,01 | Silberen geplante Haltestelle                      | Silberen geplante Haltestelle                      |
| Abzweig geradeaus und von links | 13,30 | Ausfahrt vom RBL Ost                               | Ausfahrt vom RBL Ost                               |
| Strecke | | Entflechtungsbauwerk Fernverkehr/S-Bahn            | Entflechtungsbauwerk Fernverkehr/S-Bahn            |
| Abzweig geradeaus und von links | | Abzweig vom RBL West                               | Abzweig vom RBL West                               |
| Bahnhof | 16,11 | Killwangen-Spreitenbach                            | 393 m ü. M.                                        |
| Abzweig geradeaus und nach rechts | | Güterverbindungsstrecke nach Oerlikon–Otelfingen   | Güterverbindungsstrecke nach Oerlikon–Otelfingen   |
| Abzweig geradeaus und nach links | | Heitersbergstrecke nach Aarau–Mellingen S 11       | Heitersbergstrecke nach Aarau–Mellingen S 11       |
| Haltepunkt / Haltestelle | 18,79 | Neuenhof                                           | 388 m ü. M.                                        |
| Verschwenkung von links · Verschwenkung von rechts (Strecke außer Betrieb) | |                                                    |                                                    |
| Strecke mit Straßenbrücke · Strecke (außer Betrieb) | | A1-Brücke Neuenhof (104 m)                         | A1-Brücke Neuenhof (104 m)                         |
| Abzweig geradeaus und von rechts · Strecke (außer Betrieb) | | Furttalstrecke von Otelfingen–Oerlikon S 6         | Furttalstrecke von Otelfingen–Oerlikon S 6         |
| Brücke über Wasserlauf · Strecke (außer Betrieb) | | Obere Limmatbrücke Wettingen (137 m)               | Obere Limmatbrücke Wettingen (137 m)               |
| Bahnhof · Strecke (außer Betrieb) | 20,33 | Wettingen                                          | 388 m ü. M.                                        |
| Brücke über Wasserlauf · Strecke (außer Betrieb) | | Untere Limmatbrücke Wettingen (129 m)              | Untere Limmatbrücke Wettingen (129 m)              |
| Abzweig geradeaus und nach rechts · Abzweig geradeaus und nach rechts (Strecke außer Betrieb) | | Strecke nach Othmarsingen (nur Güterverkehr)       | Strecke nach Othmarsingen (nur Güterverkehr)       |
| Strecke · Bahnübergang (Strecke außer Betrieb) | | Schulhausplatz                                     | Schulhausplatz                                     |
| Tunnel · Tunnel (Strecke außer Betrieb) | | Kreuzlibergtunnel (988 m)/Schlossbergtunnel (80 m) | Kreuzlibergtunnel (988 m)/Schlossbergtunnel (80 m) |
| Verschwenkung nach links · Verschwenkung nach rechts (Strecke außer Betrieb) | |                                                    |                                                    |
| Bahnhof | 22,53 | Baden Endpunkt S 6                                 | 385 m ü. M.                                        |
| Strecke | | Bahnstrecke Baden–Aarau                            | Bahnstrecke Baden–Aarau                            |

Die Bahnstrecke Zürich–Baden ist eine normalspurige, zweigleisige Eisenbahnstrecke im Norden der Schweiz. Sie gehört den Schweizerischen Bundesbahnen (SBB) und führt von Zürich über Altstetten, Dietikon und Wettingen nach Baden.

## Geschichte

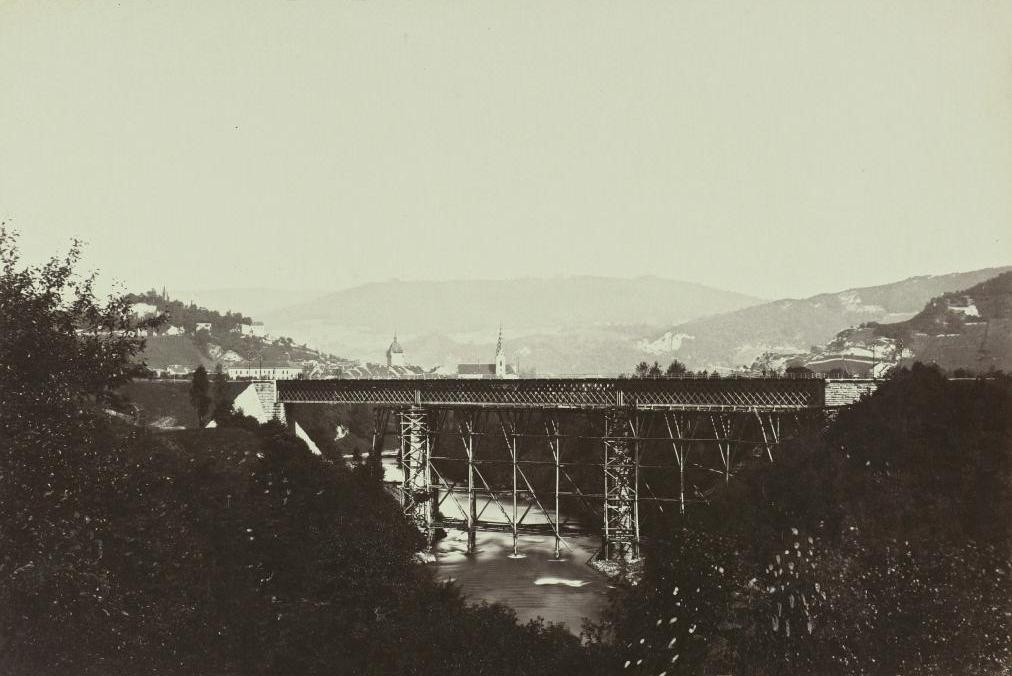
Erste Untere Limmatbrücke während der Bauarbeiten 1875

1836 scheiterte das Projekt einer Eisenbahnstrecke von Zürich nach Basel über Laufenburg an den fehlenden Finanzen und dem Widerstand des Aargauer Grossen Rats. Der Abschnitt zwischen Zürich und Baden ist die erste ganz auf Schweizer Boden liegende Bahnstrecke der Schweiz. Sie wurde am 9. August 1847 durch die Schweizerische Nordbahn eröffnet. Schnell stellte sich heraus, dass diese relativ kurze Strecke kaum Gewinn erwirtschaften konnte. Für den Personenverkehr war sie als Spanisch-Brötli-Bahn schnell weit über ihr Einzugsgebiet hinaus bekannt und entsprechend beliebt, doch die Umladezeiten im lukrativeren Frachtverkehr frassen den Zeitgewinn durch das neue Transportmittel wieder auf. Schon 1853 wurde die Gesellschaft mit der Zürich-Bodenseebahn fusioniert. Pläne, die Strecke bis Basel und Aarau weiterzuführen, blieben ihrem Nachfolger vorbehalten.
Die fast ausschliesslich eben verlaufende Strecke wurde in nur 16 Monaten gebaut und bedurfte keiner grösseren Brücken oder Tunnel bis auf den unmittelbar südlich vom Bahnhof Baden gelegenen Schlossbergtunnel. Dieses ursprünglich 80 Meter lange Kunstbauwerk wurde 1961 durch einen längeren Tunnel ersetzt, weil die Querung des Schulhausplatzes in Baden durch den gestiegenen Individualverkehr zu nicht mehr hinzunehmenden Verkehrsstaus führte.
Nachdem sich die ursprüngliche Linienführung südlich des Schlossbergtunnels wegen starker Erdrutsche als untauglich erwiesen hatte, erwog man bei der Schweizerischen Nordostbahn die zweifache Querung der Limmat nördlich und südlich von Wettingen mit der Unteren und der Oberen Limmatbrücke. Ab 1877 konnten die neue Strecke sowie der Bahnhof Wettingen in Betrieb genommen werden. Wettingen ist der einzige Streckenhalt östlich der Limmat.
Der elektrische Betrieb wurde am 21. Januar 1925 aufgenommen, und zwar auf der Gesamtstrecke zwischen den Bahnknoten Zürich und Olten.
Infolge des Baus des Rangierbahnhofs Limmattal, des Schnellgutbahnhofs Zürich Mülligen, der Heitersbergstrecke und der Einführung der S-Bahn Zürich nahm der Verkehr stetig zu. Ein Ausbau war unumgänglich, und so stehen heute zwischen Zürich und Killwangen-Spreitenbach vier Streckengleise zur Verfügung, zwischen Zürich Altstetten und Zürich Hauptbahnhof sogar sechs. Die zusätzlichen Gleise wurden zu folgenden Daten in Betrieb genommen:
- 1. Dezember 1974: 3. + 4. Gleis Zürich Altstetten–Schlieren[6]
- 8. Oktober 1977: 3. Gleis Schlieren–Dietikon[6]
- 22. Dezember 1977: 4. Gleis Schlieren–Dietikon[6]
- 3. November 2000: 3. + 4. Gleis Dietikon–Killwangen-Spreitenbach[7]
- 29. Juni 2004: Südeinfahrt Zürich HB (5. Gleis Zürich HB–Zürich Altstetten)[8]
- 26. Oktober 2015: Inbetriebnahme Letzigrabenbrücke (6. Gleis Zürich HB–Zürich Altstetten)[9]

## Streckenbeschreibung
Die ursprünglich vom Zürcher Kopfbahnhof aus- und einfahrenden Züge werden seit der Fertigstellung des unterirdischen Bahnhofs Museumstrasse 1990 unter der Limmat durchgeführt und verkehren durchgehend weiter in südlicher und östlicher Richtung.
Bis auf ein etwa zwei Kilometer langes Stück in Höhe von Wettingen verläuft die Bahnstrecke parallel westlich zur Limmat im langgezogenen, raumbegrenzenden Limmattal. Der Grossraum gehört zu den nördlichen Ausläufern der Agglomeration von Zürich. Er ist dicht besiedelt und mit vielen Verkehrswegen durchsetzt. Die Bahnstrecke Zürich–Baden ist dabei einer der wichtigsten Verkehrsträger. Östlich befinden sich die auf jeweils drei Spuren ausgebauten Autobahnen A1 und A3.
Entsprechend dem Gewerbeaufkommen hat die Bahn viele Anliegergleise. Nordwestlich von Dietikon befindet sich mit dem Rangierbahnhof Limmattal der grösste Rangierbahnhof der Schweiz. Bei Altstetten befindet sich mit dem Cargo Zentrum Mülligen ein grosses Postverteilzentrum mit Bahnanschluss.
Mit der Einfädelung der Heitersbergstrecke von Zürich und Bern nördlich von Killwangen erhöhte sich die Anzahl der Gleise auf vier. Dieser Abschnitt ist die längste Vierspurstrecke der Schweiz. In der Hauptverkehrszeiten verdichtet sich dann die Zugfolge auf wenige Minuten. Hinsichtlich des gesamten Schweizer Schienennetzes gehört das Teilstück zu den wichtigsten und meistbefahrenen Abschnitten des Normalspurnetzes und bildet das Rückgrat der Ost-West-Transversale der SBB durchs Schweizer Mittelland.

## Betrieb
Auf dieser Bahnstrecke verkehren folgende Linien der S-Bahn Zürich:
S 5 Zug – Affoltern a. A. – Zürich HB – Uster – Pfäffikon SZ
S 6 Baden – Regensdorf-Watt – Zürich HB – Uetikon (Abschnitt Baden – Wettingen)
S 11 Aarau – Lenzburg – Dietikon – Zürich HB – Stettbach – Winterthur – Seuzach/Sennhof-Kyburg (– Wila) (Abschnitt Killwangen-Spreitenbach – Zürich HB)
S 12 Brugg – Altstetten – Zürich HB – Stadelhofen – Winterthur – Schaffhausen/Wil
S 14 Affoltern a. A. – Altstetten – Zürich HB – Oerlikon – Wallisellen – Hinwil (Abschnitt Altstetten – Zürich HB)
S 19 (Koblenz – Baden –) Dietikon – Zürich HB – Wallisellen – Effretikon (– Pfäffikon ZH)
S 42 (Zürich HB – Dietikon – Wohlen – Muri) (Abschnitt Zürich HB – Killwangen-Spreitenbach)
Ebenfalls befahren folgende Linien des Fernverkehrs mindestens einen Teil dieser Strecke, wobei nur wenige einen Halt einlegen:
1 Genève-Aéroport – Bern – Zürich HB – St. Gallen   BZ FS RZ 
3 Basel SBB – Zürich HB – Chur   BZ FS RZ, ( oder )
5 Lausanne – Biel/Bienne – Zürich HB ( – St. Gallen/Rorschach)  TT FZ BZ FS RZ , im Sommer zusätzlich , Lausanne–Zürich HB stündlich, mit Verlängerung zur Hauptverkehrszeit nach St. Gallen, Genève–Rorschach stündlich
8 Brig – Bern – Zürich HB – Romanshorn   BZ FS RZ 
16 Bern – Olten – Brugg AG – Zürich HB 
35 Bern – Burgdorf – Olten – Zürich HB – Chur  FS  (Aare Linth)
36 Basel SBB – Brugg AG – Zürich HB (– Zürich Flughafen) 
37 Basel SBB – Aarau – Zürich HB 
37 Aarau – Zürich HB

## Unfälle
Am 17. August 1915 fuhr ein Schnellzug in Dietikon auf einen stehenden Personenzug auf, weil das Einfahrsignal zu früh geöffnet worden war. Sechs Personen wurden getötet, 26 weitere zum Teil schwer verletzt.
Am 8. September 1976 überfuhr eine Lokomotive bei Dietikon eine Gruppe von Gleisarbeitern, wobei sechs Angestellte verstarben.